# Фермопіли (Halo)
«Фермопіли» (Thermopylae) — сьомий епізод другого сезону американського воєнного науково-фантастичного серіалу «Halo». Епізод написав Денні Ґордон, сценарист — Ахмаду Ґарба. Перший показ відбувся 14 березня 2024 року.

## Зміст
Макі дивом переживає смерть за допомогою Кортани, тоді як Джон шукає на базі свою броню. У цей час флот Ковенанту виходить із підпростору в сусідній системі, Парангоскі наказує Спартанцям-ІІІ виступити проти нападу.
Джон і Макі опиняються у спільному видінні на Гало. Макі закликає не допустити заволодіння Гало ні Ковенантом, ні ККОН (Космічне Командування Об'єднаних Націй), але Чіф переконаний, що Гало необхідно знищити. Потім Макі за зорями, видними з Гало, визначає його координати.
Кай наказує солдатам стріляти в Джона, але його слова переконують їх не виконувати наказу. Кай погоджується, що Парангоскі посилає людей на вірну смерть і вирішує покласти цьому край.
Голзі, Міранда та Кван досліджують підземний лабіринт. Він побудований, на думку Голзі, тією ж цивілізацією, що створила Гало. Кван пригадує малюнок у печері, який бачила в минулому, та відкриває двері до стародавньої лабораторії, де містяться останки з невеликим контейнером. Голзі вважає, що це ключ до удосконалення людства; вона виявляє муміфіковані останки стародавнього вченого. Двері починають зачинятися, всі троє тікають назад, а Міранда встигає забрати і контейнер.
Сорен знаходить Кесслера, але втрачає його та Лаеру в тумані.
Акерсон самовільно досліджує деталі навчання «Спартанців» третього покоління. Він з'ясовує, що вірус, який потрібно доставити на корабель сил Ковенанту, не вимикає його, а спричиняє вибух надсвітлового двигуна, здатний знищити всю зоряну систему і навіть саме Гало. Акерсон попереджає про це Джона і Кай та повертає Чіфу його обладунки.
Флоти Ковенанту та ККОН завдяки Кортані прилітають до Гало. Джон викрадає зореліт «Срібної» команди та летить до місця розташування Гало, де йде бій між ККОН та Ковенантом.

## Сприйняття та відгуки
Станом на травень 2025 року на сайті «IMDb» серія отримала 7,7 бала підтримки з можливих 10 при 2707 голосах користувачів.
В огляді «Screen Rant» Кейт Бове зазначав: «Навіть попри те, що дія телесеріалу „Halo“ відбувається у Срібній Хронології — альтернативній версії подій, відокремленій від основного канону відеоігор та книг — на нього все ще сильно впливають інші частини франшизи. Зокрема, другий сезон доклав багато зусиль, щоб посилатися на дрібні деталі з ігор „Halo“ або додавати креативні інтерпретації до вже існуючих персонажів.»
Кофі Аутлав для «ComicBook.com» в огляді зазначено: «Другий сезон „Halo“ наближається до фіналу, де ключові фігури розставляються на ігровому полі. Однак кінцівка 6-го епізоду чітко показала, що рішучі кроки робляться з усіх боків. І навіть у межах фракцій однієї сторони. Мастер Чіф возз'єднався з Кортаною та отримав чітку місію — дістатися до кілець „Halo“ — перш ніж це зможе його суперник з Ковенанту Макі.»
Бредлі Рассел для «GamesRadar+» проставив епізоду 2.5 зірки з 5 й писав: «Мастер Чіф повернувся — але навіть він не може врятувати „Halo“ від самого себе в епізоді, який починається повільно і ніяк не стає на своє місце. Тим не менш, усі складові готові до того, що може виявитися пульсуючим фіналом.»
Оглядачка «IGN» Адель Анкерс-Рейндж писала: «Передостанній епізод другого сезону „Halo“ натякнув на важливий момент, якого так довго чекали фанати ігор, підготувавши основу для насиченого екшеном фіналу. Мабуть, найголовніше, що Мастер Чіф наближається до місця призначення, яке фанати ігор так прагнули побачити в екранізації для малого екрану: кільце „Halo“, яке може стати ключем до порятунку людства (або його зникнення). Залежно від того, що станеться, коли Чіф, імовірно, потрапить на його поверхню.»

## Знімались
| Актор               | Роль                 |
| ------------------- | -------------------- |
| Пабло Шрайбер       | Чіф                  |
| Наташа Мак-Елгон    | Кетрін Голзі         |
| Джозеф Морган       | Джеймс Акерсон       |
| Шабана Азмі         | адміралка Парангоскі |
| Крістіна Беннінгтон | Кортана              |
| Наташа Кулзак       | Різ-028              |
| Олів Грей           | Міранда Кейс         |
| Єрін Ха             | Кван                 |
| Бентлі Калу         | Ваннак-134           |
| Кейт Кеннеді        | Кей-125              |
| Чарлі Мерфі         | Макі; Благословенна  |
| Фіона О'Шонессі     | Лаера                |
| Крістіна Родло      | Талія Перес          |
| Денні Сапані        | Джейкоб Кейєс        |
| Джен Тейлор         | Кортана (голос)      |
| Віктор Окерблом     | Арбітр               |
| Тайлан Бейлі        | Кеслер               |
| Бокім Вудбайн       | Сорен-066            |